# Poelagus marjorita
O Coelho-de-Bunyoro (Poelagus marjorita) é um leporídeo africano, encontrado principalmente na região central do continente.